# Paronychodon lacustris
Paronychodon lacustris es una especie y tipo del género dudoso extinto  Paronychodon (gr. “casi diente garra”) es un género de dinosaurio celurosaurio trodóntido, que vivió a finales del período Cretácico, 70 millones de años, en el Maastrichtiense, en lo que es hoy Norteamérica. Fue nombrada por Edward Drinker Cope en 1876, es Paronychodon lacustris, de la Formación Judith River de Montana, que data de hace 75 millones de años, durante el Campaniense. El espécimen holotipo es AMNH 3018. Es un diente de cerca de un centímetro de largo, alargado, recurvado, sin bordes aserrados y con unos bordes verticales bajos con una forma de D en sección transversal, y con un lado interno aplanado. Cope pensó al principio que el diente le pertenecía a un plesiosaurio, pero el mismo año se dio cuenta de que representaba a un dinosaurio carnívoro.